# Word on a Wing
Pistes de Station to Station
Golden Years
(2) TVC 15
(4)
Word on a Wing est une chanson écrite, composée et interprétée par David Bowie. Elle est sortie en janvier 1976 sur l'album Station to Station.

## Histoire
Word on a Wing reflète la détresse émotionnelle et spirituelle de Bowie durant cette période. Isolé à Los Angeles, plongé dans une paranoïa alimentée par son addiction à la cocaïne, le chanteur s'adresse directement à Dieu dans ce qu'il décrit par la suite comme un véritable hymne religieux, une demande de protection contre la terreur qu'il a ressenti durant le tournage du film de Nicolas Roeg L'Homme qui venait d'ailleurs.
Word on a Wing fait partie du répertoire scénique de Bowie durant la tournée de promotion de Station to Station, Isolar (1976). Elle n'est pas interprétée durant ses tournées ultérieures. Il la rejoue à en 1999, durant son passage dans l'émission de télévision américaine VH1 Storytellers. Elle apparaît ainsi sur les albums Live Nassau Coliseum '76 et VH1 Storytellers. Il la joue également lors d'un concert à l'Élysée Montmartre cette même année.

## Musiciens
- David Bowie : chant, Mellotron
- Carlos Alomar : guitare rythmique
- Earl Slick : guitare électrique
- George Murray : basse
- Dennis Davis : batterie
- Roy Bittan : piano, orgue
- Warren Peace : percussions, chœurs